# Priboj
Priboj (Servisch: Прибој) is een gemeente in het Servische district Zlatibor.
Priboj telt 30.377 inwoners (2002). De oppervlakte bedraagt 553 km², de bevolkingsdichtheid is 54,9 inwoners per km².

## Geboren
- Selmo Kurbegović (13 januari 1985), voetballer
- Zlatan Alomerović (15 juni 1991), voetballer

## Plaatsen in de gemeente
| - Banja - Batkovići - Brezna - Bučje - Dobrilovići - Živinice - Zabrđe - Zabrnjica - Zagradina - Zaostro - Jelača | - Kalafati - Kaluđerovići - Kasidoli - Kratovo - Krnjača - Kukurovići - Mažići - Miliješ - Plašće - Požegrmac - Priboj | - Pribojska Goleša - Pribojske Čelice - Rača - Ritošići - Sjeverin - Sočice - Strmac - Hercegovačka Goleša - Crnugovići - Crnuzi - Čitluk |